# Christophe Guybet
Pour les articles homonymes, voir Guybet.
 (novembre 2014).
Si vous disposez d'ouvrages ou d'articles de référence ou si vous connaissez des sites web de qualité traitant du thème abordé ici, merci de compléter l'article en donnant les références utiles à sa vérifiabilité et en les liant à la section « Notes et références ».
Christophe Guybet est un acteur et humoriste français né le 18 février 1963 à Paris.

## Biographie
Christophe Guybet est le fils de l'artiste peintre et sculptrice Viviane Guybet et du comédien Henri Guybet.
Jeune acteur, il fait ses débuts au cinéma dans le film Le Pion dans lequel  il incarne l'un des élèves du professeur surveillant, premier rôle joué par son père Henri Guybet. On le retrouve à la fin du film parmi ses invités du mariage du héros avec l'héroïne (Claude Jade). Il joue dans Le bahut va craquer l'élève Bertrand dans la classe de Claude Jade.
À seize ans, il devient apprenti menuisier au théâtre des Amandiers à Nanterre, puis commence à fréquenter des cours de théâtre. Après avoir appris l'interprétation théatrale au Cours Simon et au Cours Florent, il devient figurant à l'Opéra de Paris. 
À partir de 1986, il alterne tournage de téléfilms, films, publicités et pièces de théâtre. En 2001, il crée Pourquoi pas ce soir avec Isabelle Legueurlier, spectacle qu’il joue de 2001 à 2010 au Point-virgule, puis au Palais des glaces et dans une tournée produite par Jean-Pierre Bigard , pour plus de 800 représentations. Le spectacle est primé dans plusieurs festivals, dont Performance d'acteur à Cannes. Son deuxième seul-en-scène, Gentleman Show voit le jour en 2011.
En 2015, il crée Lave-toi les dents et apprends ton texte en collaboration avec Isabelle Legueurlier, Nikola Obermann et Nicolas Vallée.
Gérard Trèves parle de leur rencontre dans son livre Marcher pour apprendre à aimer. Il intervient souvent sur Rire et chansons.

## Filmographie

### Cinéma
- 1978 : Le Pion de Christian Gion : un élève
- 1981 : Le Chêne d'Allouville de Serge Pénard : Gérard Crétois
- 1981 : Le bahut va craquer de Michel Nerval : Bertrand
- 1982 : Les Diplômés du dernier rang de Christian Gion
- 1982 : Guillaume le Conquérant de Gilles Grangier et Sergiu Nicolaescu
- 1988 : Bonjour l'angoisse de Pierre Tchernia : Ducelier
- 1993 : La Soif de l'or de Gérard Oury : le réceptionniste à l'hôtel George V
- 1996 : Golden Boy de Jean-Pierre Vergne : Le directeur de la banque #1
- 1997 : Le Pari de Didier Bourdon et Bernard Campan : André, membre du groupe de thérapie
- 1998 : Paparazzi d'Alain Berberian : un garde du corps
- 1998 : Alissa de Didier Goldschmidt : CRS 1
- 1998 : Madeline de Daisy von Scherler Mayer : un infirmier
- 1999 : Le Schpountz de Gérard Oury : Un vigile
- 2000 : Les Acteurs de Bertrand Blier
- 2001 : Les Rois mages de Didier Bourdon et Bernard Campan : le branché
- 2002 : Avis de tempête (court-métrage) de Nicolas Alberny : M. Renucci
- 2006 : Poltergay d'Éric Lavaine : le dragueur
- 2009 : King Guillaume de Pierre-François Martin-Laval : le banquier[2]
- 2009 : Erreur de la banque en votre faveur de Michel Munz et Gérard Bitton : Boucher
- 2009 : Bambou de Didier Bourdon
- 2014 : Les Trois Frères : Le Retour de Didier Bourdon et Bernard Campan : un invité
- 2022 : Emergency (en) de Kangana Ranaut : Pompidou
- 2023 : Hammarskjöld de  Per Fly : Bloock

### Télévision

#### Téléfilms
- 2005 : Un prof en cuisine de Christiane Lehérissey : Yvon Martel
- 2010 : Famille décomposée de Claude d'Anna : Michaël Balducci
- 2012 : L'Été des Lip de Dominique Ladoge : directeur de cabinet de préfet Schmitt

#### Séries télévisées
- 1988 : La Baby-sitter : Bertrand
- 1991 : Commissaire Moulin : Bras d'honneur
- 1997 : Highlander : Pierre (saison 6, épisode 7)
- 1998 : H : Monsieur Pique (saison 1, épisode 16)
- 2003 : Caméra café, Espace tendance (saison 3, épisode 128)
- 2003 : le juge est une femme, Mort d'une fille modèle (saison 3, épisode 1)
- 2004 : Caméra café, Question d'éthique (saison 4, épisode 61)
- 2006 : Une femme d'honneur : Paul Baurrier (saison 10, épisode 1)
- 2009 : Profilage : Jean Liguetti (saison 1, épisode 5)
- 2019 : Sakho & Mangane : Toubab (saison 1)
- 2020 : The Singapore Grip (en) : François Dupigny (saison 1)
- 2020-2024 : Emily in Paris : Gérard Le Champère (saison 1 à 4)
- 2022 : Visitors de Simon Astier : Robert 1981 (saison 1)

## Théâtre
- La Vera storia de Berio, mise en scène L. Pasquale
- Le Malade imaginaire de Molière, mise en scène Giulio Pampiglione (it) et Pierre Santini
- La Mort, le moi, le nœud de Sotha, mise en scène Sotha
- La Comédie des erreurs de Shakespeare, mise en scène Jean-Luc Revol
- Roger, Roger et Roger, mise en scène Sotha
- Henri IV de Luigi Pirandello, mise en scène Georges Wilson
- Boeing Boeing de Marc Camoletti, mise en scène Marc Camoletti
- Court sucré ou long sans sucre, mise en scène Bruno Chapelle et David Basant
- Le Jeu de la vérité de Philippe Lellouche, mise en scène Marion Sarraut
- Pourquoi pas ce soir de Christophe Guybet, mise en scène de Isabelle Legueurlier
- Acte manqué de Henri Guybet, mise en scène Annick Blancheteau
- 2009 : Ma colocataire est encore une garce ! de Michel Delgado, Fabrice Blind, Nelly Marre, mise en scène Anne Roumanoff, Comédie de Paris
- à partir de 2011 : Henri, Nanou et moi[2],[5]
- 2012-2013 : Cours toujours de Bruno Druart et Henri Guybet, mise en scène Luq Hamet
- 2013-2014 : Même pas vrai de Sébastien Blanc et Nicolas Poiret, mise en scène Jean-Luc Revol[2]
- 2017 : Un monde merveilleux de Didier Caron et Éric Laborie, mise en scène Éric Laugérias, Splendid
- 2018 : L'Amour est dans le prix de Thierry Boudry, mise en scène Claire Jaz, Théâtre du Gymnase
- 2018 : La très jolie trilogie de Laurent Baffie, Splendid

## Seul sur scène
- 2004 : Pourquoi pas ce soir (Comédie)
- 2007 : Participation à la deuxième saison du Jamel Comedy Club[2]
- 2010 : Gentleman Show (en anglais puis en français) de Christophe Guybet, mise en scène Isabelle Legueurlier[2]
- 2011 : Participation au Montreux Comedy Festival
- 2013 : Participation à On n'demande qu'à en rire (France 2)[2]
- 2015 : Lave-toi les dents et apprends ton texte

Il joue régulièrement ses seul-en-scène pour des grandes entreprises, dont Dyson, Microsoft, Coca Cola, Peugeot, Citroën et SFR.